# Grimmelshausen

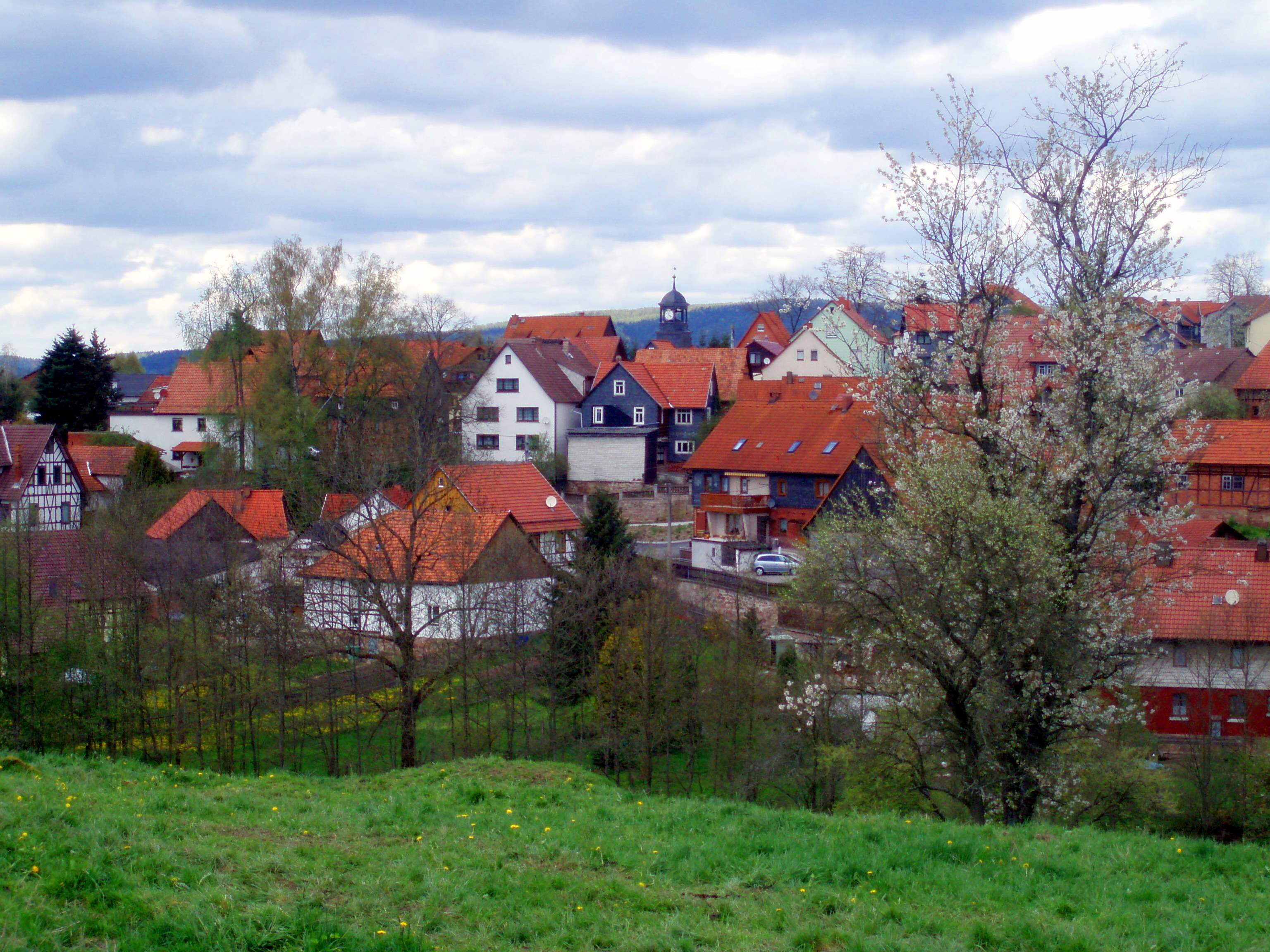
Grimmelshausen

Grimmelshausen ist eine thüringische Gemeinde in der Verwaltungsgemeinschaft Feldstein im fränkisch geprägten Landkreis Hildburghausen.

## Geografie
Das Haufendorf Grimmelshausen liegt beiderseits der Werra oberhalb der Einmündung der Schleuse etwa 500 m von der Bundesstraße 89, die von Meiningen nach Sonneberg und Kronach führt, entfernt.
Seit 1990 wird die Werra durch ein Rückhaltebecken angestaut, was die Ansiedelung seltener Vogelarten zur Folge hatte. Wanderwege wurden angelegt und auch der Werratal-Radweg führt auf der Teilstrecke von Reurieth über Themar nach Henfstädt durch Grimmelshausen.

## Geschichte
1177 wurde Grimmelshausen unter dem Namen Grymoltushusen erstmals urkundlich erwähnt.
Bis zu diesem Jahr lässt sich der Stammbaum der ursprünglich adligen, mäßig begüterten Familie von Grimmelshausen aus dem Thüringischen zurückverfolgen. Nahe dem Dorfe lag das Stammschloss der Familie an der oberen Werra.
Die von Grimmelshausen zogen um 1571 in die Reichsstadt Gelnhausen an der Kinzig. Dort wurde dann auch der bekannte Hans Jakob Christoffel von Grimmelshausen geboren.
Im Dreißigjährigen Krieg wurde der Ort 1634 teilweise von marodierenden Soldaten zerstört.
Herrschaftsmäßig gehörte der Ort im Amt Themar zunächst zur Grafschaft Henneberg, nach 1583 zu verschiedenen sächsischen Herzogtümern und von 1826 bis 1918 zu Sachsen-Meiningen. 1920 kam er zum Land Thüringen.

### Einwohnerentwicklung
| Entwicklung | Jahr | Einwohner | Jahr | Einwohner | Jahr | Einwohner | Jahr | Einwohner | Jahr | Einwohner |
| --- | --- | --------- | ---- | --------- | ---- | --------- | ---- | --------- | ---- | --------- |
| Hier fehlt eine Grafik, die leider im Moment aus technischen Gründen nicht angezeigt werden kann. Wir arbeiten daran! | 1994 | 207       | 2001 | 204       | 2008 | 193       | 2015 | 185       | 2022 | 177       |
| Hier fehlt eine Grafik, die leider im Moment aus technischen Gründen nicht angezeigt werden kann. Wir arbeiten daran! | 1995 | 214       | 2002 | 206       | 2009 | 181       | 2016 | 176       |      |           |
| Hier fehlt eine Grafik, die leider im Moment aus technischen Gründen nicht angezeigt werden kann. Wir arbeiten daran! | 1996 | 209       | 2003 | 207       | 2010 | 180       | 2017 | 177       |      |           |
| Hier fehlt eine Grafik, die leider im Moment aus technischen Gründen nicht angezeigt werden kann. Wir arbeiten daran! | 1997 | 205       | 2004 | 200       | 2011 | 183       | 2018 | 174       |      |           |
| Hier fehlt eine Grafik, die leider im Moment aus technischen Gründen nicht angezeigt werden kann. Wir arbeiten daran! | 1998 | 207       | 2005 | 199       | 2012 | 176       | 2019 | 170       |      |           |
| Hier fehlt eine Grafik, die leider im Moment aus technischen Gründen nicht angezeigt werden kann. Wir arbeiten daran! | 1999 | 208       | 2006 | 193       | 2013 | 176       | 2020 | 179       |      |           |
| Hier fehlt eine Grafik, die leider im Moment aus technischen Gründen nicht angezeigt werden kann. Wir arbeiten daran! | 2000 | 211       | 2007 | 198       | 2014 | 170       | 2021 | 177       |      |           |
| Hier fehlt eine Grafik, die leider im Moment aus technischen Gründen nicht angezeigt werden kann. Wir arbeiten daran! | Einwohnerzahlen nach dem jeweiligen Gebietsstand zum 31. Dezember. Datenquelle: Thüringer Landesamt für Statistik |           |      |           |      |           |      |           |      |           |

## Politik
Bürgermeister von Grimmelshausen ist seit 2010 Bodo Dressel (2010 für die Bürgerinitiative Grimmelshausen gewählt, die folgenden Wahlen ohne Listenbindung). Sein Vorgänger seit 1994 war Thomas Hanft (CDU).
Darüber hinaus sind im Gemeinderat  seit der Kommunalwahl am 25. Mai 2014 die Freien Wähler mit vier und die Bürgerinitiative für Grimmelshausen mit einem Mitglied vertreten.

## Kultur und Sehenswürdigkeiten

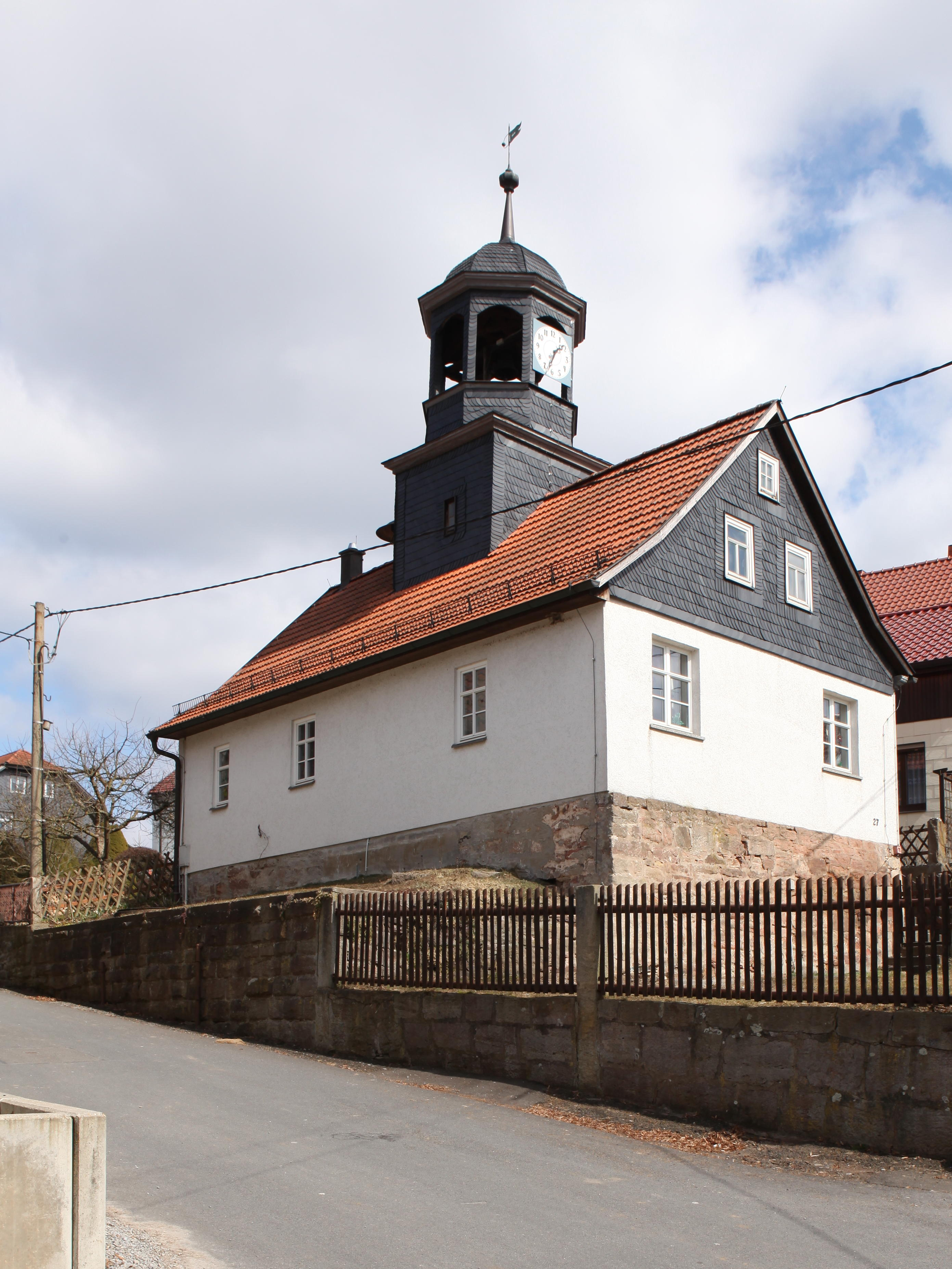
Ehemals Kapelle, ab 1801 Schule, später Gemeindehaus

- Die Heimatstube im Gemeindehaus Grimmelshausen kann nach Anmeldung besucht werden. Ein ehemaliges Jagdhaus mit interessantem Fachwerk dominiert die Sicht auf das Dorf von der Werra.
- Im Ort befindet sich ein alter Brunnen mit Pumpe. Beides wurde in den letzten Jahren restauriert.

## Persönlichkeiten
- Sebastian Abesser (1559–1616), kur- und fürstlich-sächsischer Oberwild- und Jägermeister
- Hans Henn (1926–1993), Bobfahrer
- Margarete Braungart (1947–1998), Schriftstellerin und Museologin